# 畑浩和
畑 浩和（はた ひろかず、1964年12月15日 - ）は、新日本プロレスに所属していた元プロレスラー。大阪府大阪市出身。

## 経歴
大阪府立箕面高等学校在学中よりプロレスラーを志し、1983年新日本プロレスの入門テストを受けて合格した。
1984年4月10日、佐原市民体育館における佐野直喜戦でデビュー。
1987年、佐野とともにメキシコに遠征。後に浅井嘉浩（現ウルティモ・ドラゴン）と合流し、「ラ・テルシア・オリエンタル（東洋人トリオ）」として、メキシコ州トリオ王座に就くなどして活躍した。
また、グアテマラで単身「ブシドー」というマスクマンに変身。アストロ・デ・オロを破り、UWAインターコンチネンタル・ライト・ヘビー級王座を獲得。
1989年、佐野と共に凱旋帰国したが、怪我のために思うような活躍が出来ず、1990年に引退。
2007年、ウルティモ・ドラゴン引退興行に姿を見せた。
2023年、佐野が経営する京都の焼肉店に来店している。

## 得意技
- ダブルリスト・スープレックス・ホールド
- ローリング・バックアタック